# Selfcaged
Selfcaged è il terzo EP del gruppo musicale svedese Meshuggah, pubblicato nel 1995 dalla Nuclear Blast.

## Tracce
1. Vanished – 5:34
2. Suffer in Truth – 4:26
3. Inside What's Within Behind – 4:10
4. Gods of Rapture (Live) – 4:53

## Formazione
- Jens Kidman – voce
- Fredrik Thordendal – chitarra, basso, sintetizzatore
- Mårten Hagström – chitarra
- Tomas Haake – batteria, voce narrante
- Peter Nordin – basso